# پئونیدین-۳-او-گلوکوزید
پئونیدین-۳-او-گلوکوزید (به انگلیسی: Peonidin-3-O-glucoside) با فرمول شیمیایی C۲۲H۲۳O۱۱+ (Aglycone) C۲۲H۲۳O۱۱Cl (chloride) یک ترکیب شیمیایی با شناسه پاب‌کم ۴۴۳۶۵۴ است. که جرم مولی آن ۴۶۳٫۴۱ g/mol می‌باشد. 